# Schweizerbach (Rems, Weinstadt)
Schweizerbach ist der Unterlaufname eines insgesamt etwa 13 km langen Baches im mittleren Baden-Württemberg, der zuvor und überwiegend Gunzenbach oder Beutelsbach genannt wird. Er entsteht im westlichen Schurwald aus einem Gefieder von Waldbächen und mündet zwischen den Stadtteilen Großheppach und Endersbach der Stadt Weinstadt im Rems-Murr-Kreis von links und Südosten in die untere Rems.
Die Rems hat am Mittellauf bei Lorch einen weiteren rechten Zufluss des Namens Schweizerbach aus dem Welzheimer Wald von ähnlicher Größe.

## Name
Der als Schweizerbach mündende Bach trägt diesen Namen erst auf etwa den drei letzten Kilometern seines Laufes, nachdem er auf die Gemarkung des Stadtteils Beutelsbach von Weinstadt übergetreten ist. Er entspringt unter dem Namen Gunzenbach. Dessen Namensabschnitt endet etwas vor oder etwas nach der Ortschaft Baach der Stadt. Die Stellen, wo die Namen wechseln, sind unklar; möglicherweise konkurrieren die beiden Bezeichnungen insgesamt.

## Landschaftsbild
Entlang des Baches und dessen Zuflüsse befinden sich einige Naturdenkmale:
- Feuchtgebiet im Gewann Hummelwiese
- Elsbeerbaum im Gewann Schlauchwiesen
- Quellenhang im Schweizerbachtal
- Quellnische bei der Fallenhauquelle
- Schluchtwald im Gewann Schützenrain
- Brünneles- und Spörlesklinge
- Schelmenklinge
- Ölgehrnklinge

Siehe auch:
- Liste der Naturdenkmale in Weinstadt
- Liste der Naturdenkmale in Aichwald

## Geschichte
Im Jahr 2023 wurde der Schweizerbach auf einer Länge von ca. 700 m im Bereich des Bürgerpark Grüne Mitte renaturiert.

## Umwelt

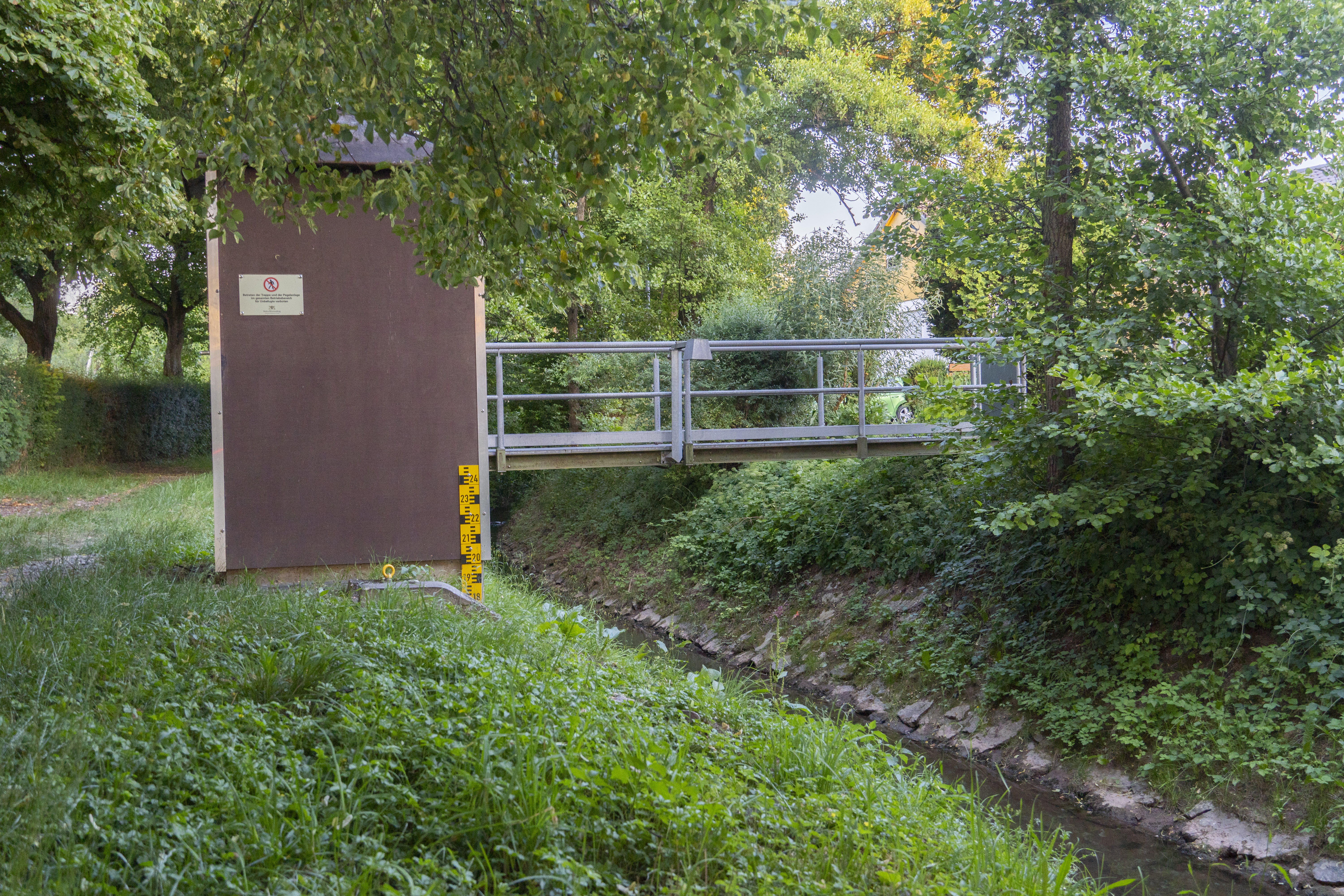
Pegelmessanlage Beutelsbach-Bad / Schweizerbach

Das Land Baden-Württemberg betreibt am Freibad in Beutelsbach eine Pegelmessanlage.

### LUBW
Amtliche Online-Gewässerkarte mit passendem Ausschnitt und den hier benutzten Layern: Karte von Lauf und Einzugsgebiet des Schweizerbachs

Allgemeiner Einstieg ohne Voreinstellungen und Layer: Daten- und Kartendienst der Landesanstalt für Umwelt Baden-Württemberg (LUBW) (Hinweise)
1. ↑  Höhe nach dem Höhenlinienbild auf dem Hintergrundlayer Topographische Karte.
2. ↑  Höhe nach blauer Beschriftung auf dem Hintergrundlayer Topographische Karte.
3. ↑  Länge nach dem Layer Gewässernetz (AWGN).
4. ↑  Einzugsgebiet aufsummiert aus den Teileinzugsgebieten nach dem Layer Basiseinzugsgebiet (AWGN).